# Musée de Hô Chi Minh-Ville
Le musée de Hô Chi Minh-Ville (en vietnamien : Viện bảo tàng Thành phố Hồ Chí Minh) est un musée historique d'Hô Chi Minh-Ville, la plus grande ville du Viêt Nam. Il est situé près du Palais de la réunification, au carrefour des rues Lý Tự Trọng et Nam Kỳ Khởi Nghĩa. L'édifice est de style néoclassique avec des colonnes ioniques et des frontons à la grecque. Sous les noms de Palais Lagrandière puis de Palais Gia Long, il sert de siège aux autorités administratives de la Cochinchine française de 1890 à 1945 puis notamment de résidence temporaire aux présidents de la république du Viêt Nam (Sud Viêt Nam) entre 1962 et 1966. La Cour suprême de la république du Viêt Nam est ensuite hébergée dans le palais, du 31 octobre 1966 au 30 avril 1975, date de la chute de Saigon, lorsque les troupes du Nord envahissent le Sud. Le palais est transformé en musée en 1978.

## Historique
Cet édifice, conçu par l'architecte français Alfred Foulhoux (1840-1892), chef du service des bâtiments civils en Cochinchine, a été construit entre 1885 et 1890 pour abriter le Musée du Commerce, exposant les produits et marchandises du Sud du Vietnam. Il devient toutefois rapidement la résidence des gouverneurs de la Cochinchine de 1890 à 1945.
D'abord nommé palais Lagrandière, il est renommé palais Gia Long par Bao Dai.
En 1954, il est temporairement le siège du Premier ministre de l'État du Viêt Nam, Ngô Đình Diệm, après son retour au Viêt Nam consécutif aux accords de Genève de 1954. Il s'agit aussi du dernier endroit où, devenu président de la république du Viêt Nam, il réside avant sa mort survenue pendant le coup d'État du général Dương Văn Minh, en novembre 1963. Ses successeurs y travaillent ensuite jusqu'à la construction du Palais de la réunification, en 1966. Le palais héberge ensuite la Cour suprême de la république du Viêt Nam du 31 octobre 1966 au 30 avril 1975 (invasion par le Nord Viêt Nam du Sud Viêt Nam). Il est transformé en musée en 1978.

## Collections
Les objets présentés au musée racontent l'histoire de la ville à travers des découvertes archéologiques, des céramiques, des anciens plans de la ville — notamment ceux établis durant l'époque de l'Indochine française —, ainsi que des vêtements traditionnels. Des salles sont aussi consacrées au développement économique de la ville et aux guerres qu'a connues le pays au cours du XXe siècle. Une riche collection de monnaies vietnamiennes est également exposée.

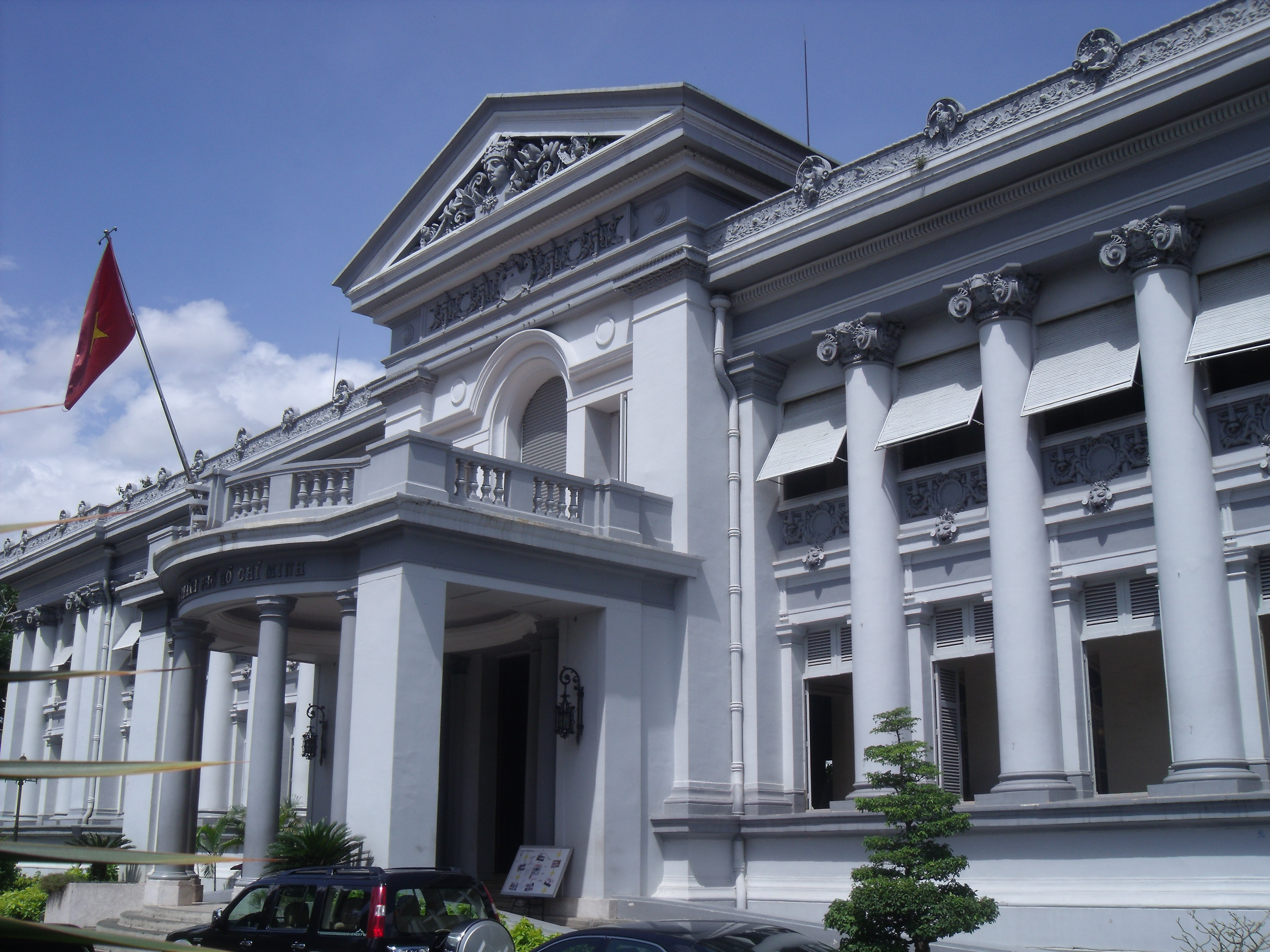
Vue du Musée (2009)
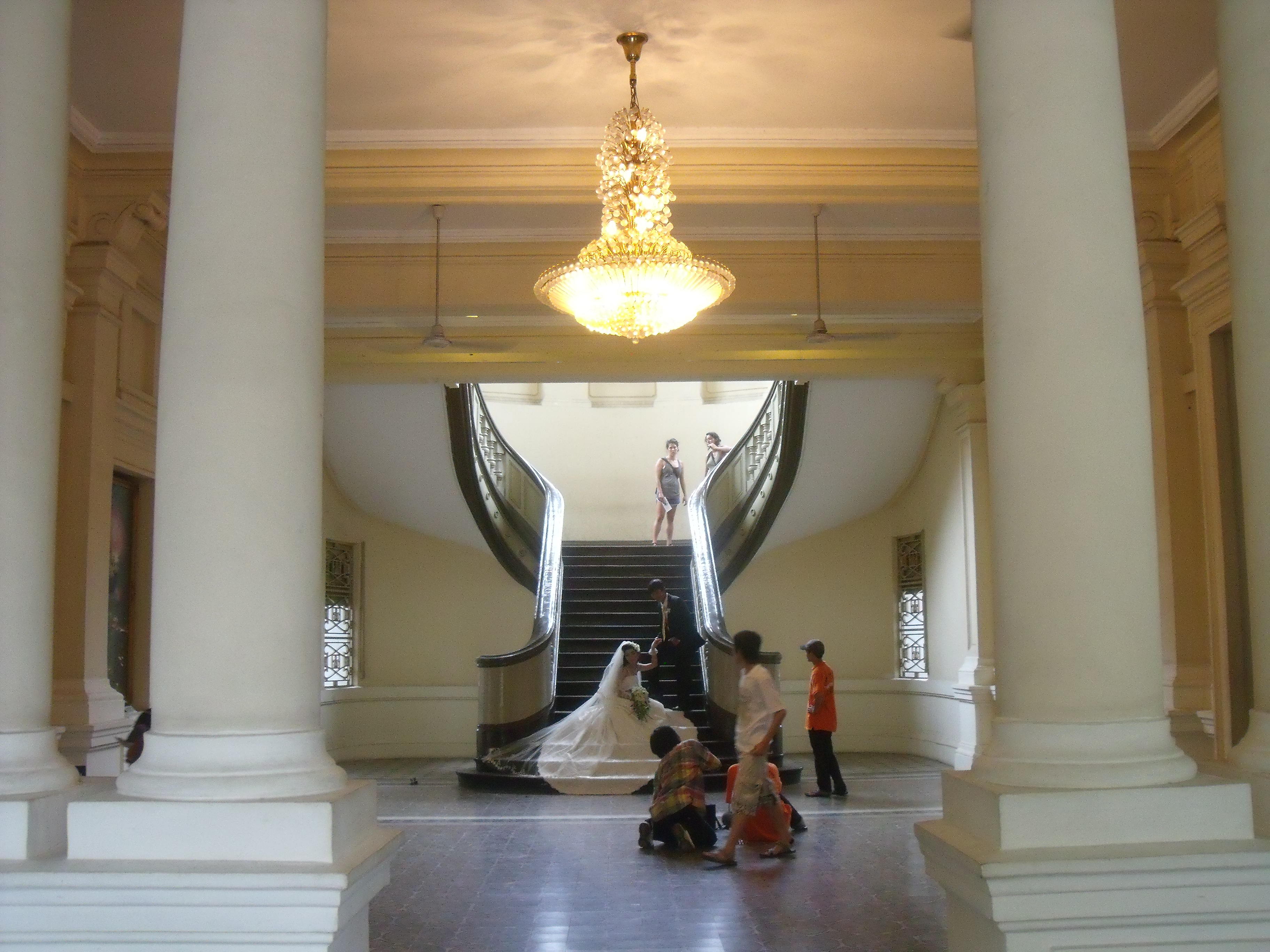
Le hall d'entrée (2009)
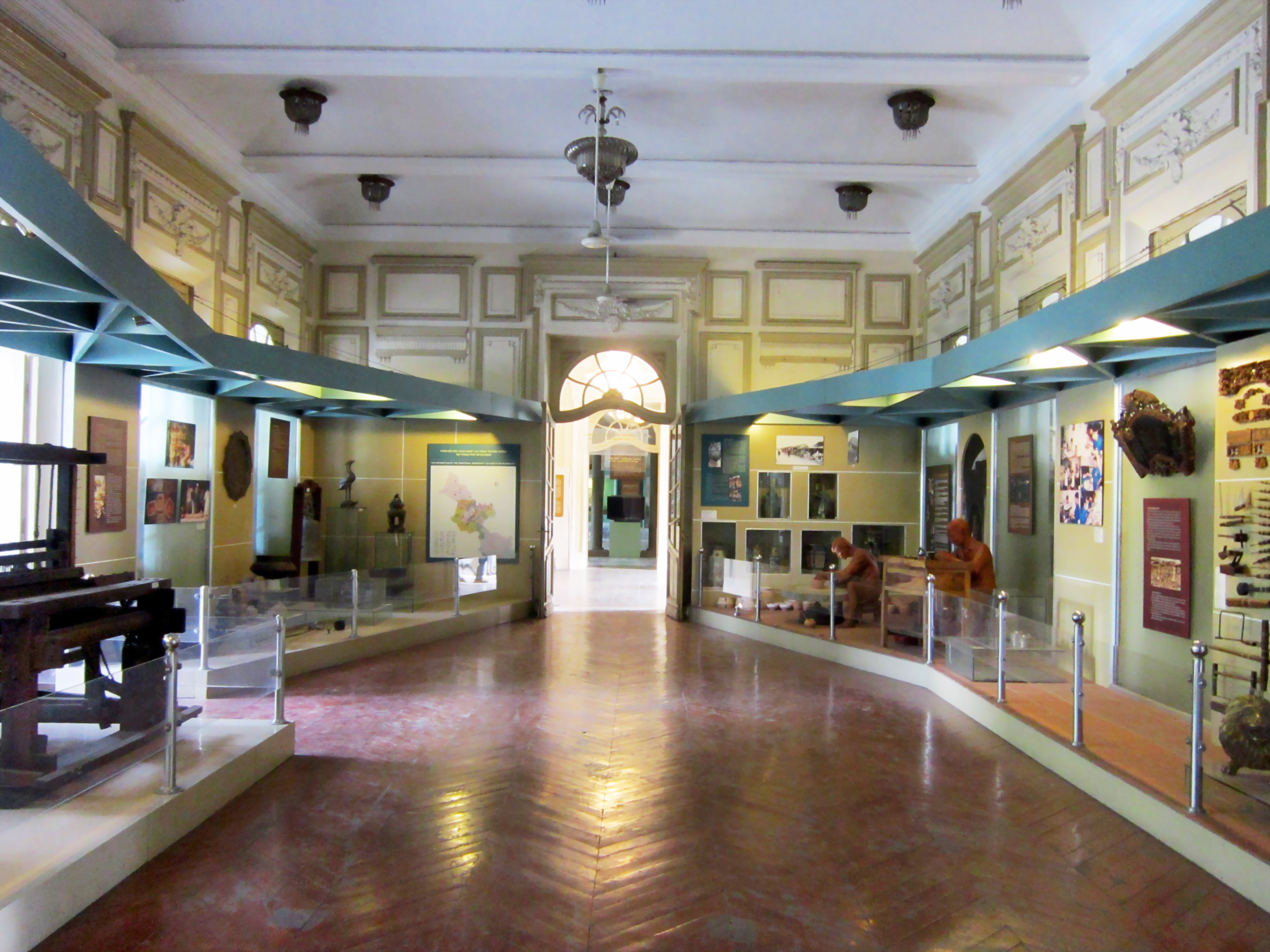
Une salle d'exposition (2014)
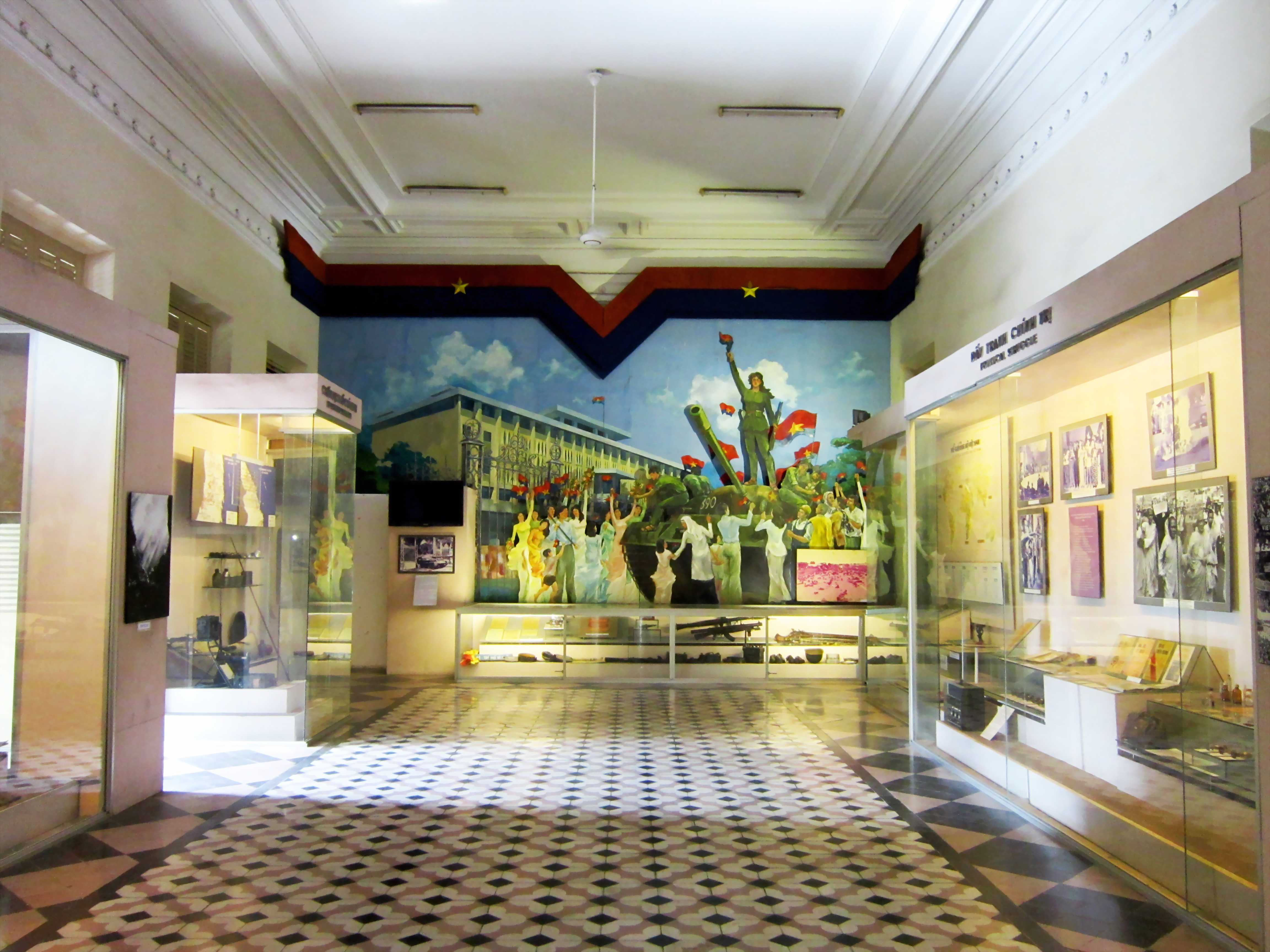
Une salle d'exposition (2014)
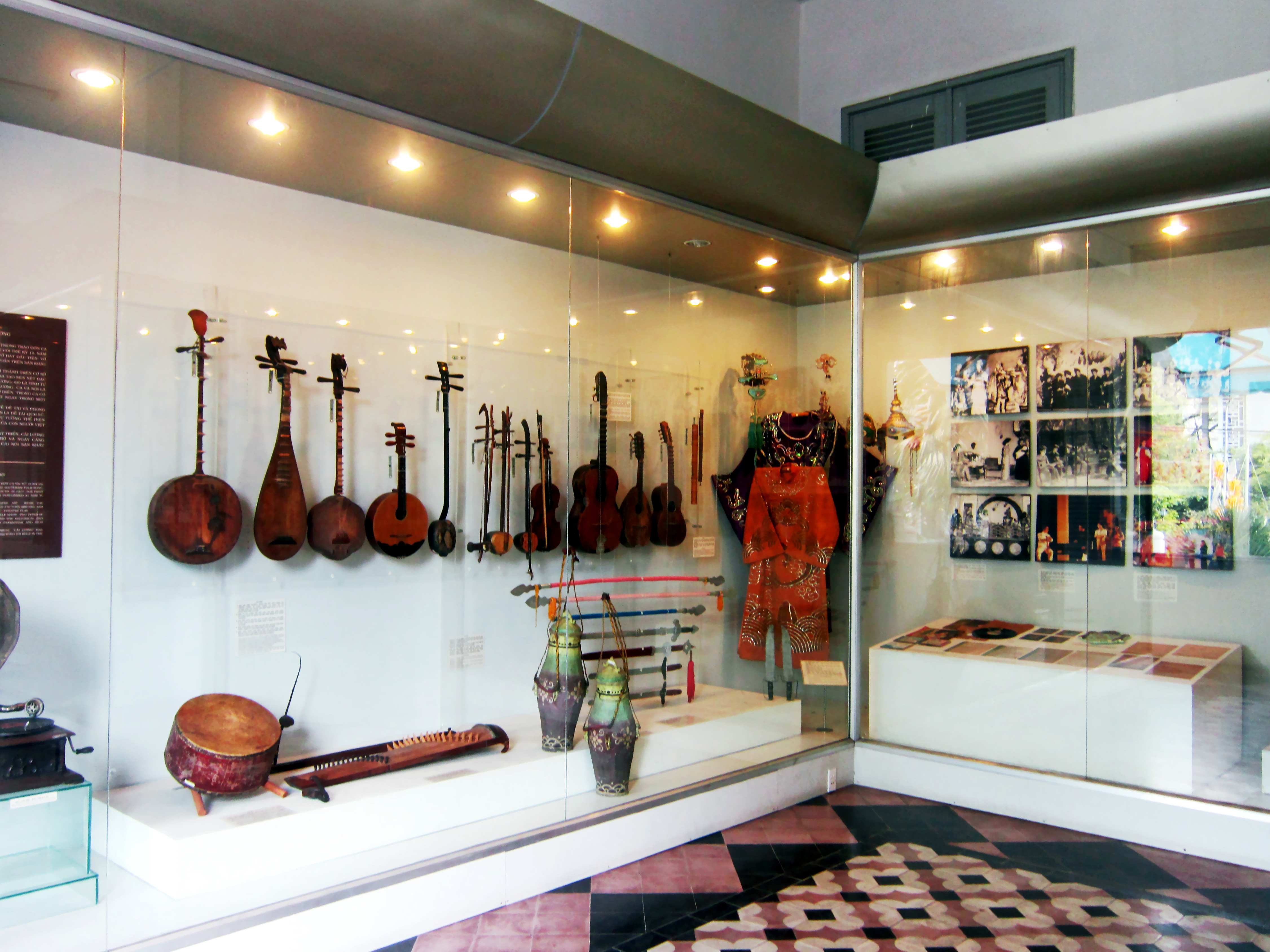
Une salle d'exposition (2014)
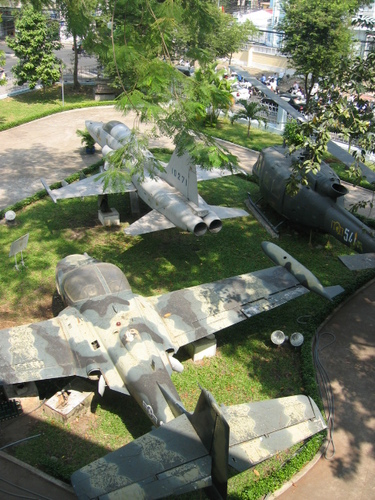
Avions militaires: F-5A Freedom Fighter, A-37 Dragonfly et UH-1H Huey (2010)